# Mycerinopsis apomecynoides
Mycerinopsis apomecynoides là một loài bọ cánh cứng trong họ Cerambycidae.